# Koczkodan mnisi
Koczkodan mnisi (Cercopithecus roloway) – gatunek ssaka naczelnego z podrodziny koczkodanów (Cercopithecinae) w obrębie rodziny koczkodanowatych (Cercopithecidae). 

## Taksonomia
Gatunek po raz pierwszy zgodnie z zasadami nazewnictwa binominalnego opisał w 1774 roku niemiecki przyrodnik Johann Christian Daniel von Schreber nadając mu nazwę Simia roloway. Miejsce typowe to Gwinea (Afryka Zachodnia). 
C. roloway należy do grupy gatunkowej diana. Pośrednie cechy między C. roloway i C. diana zostały zaobserwowane w pobliżu rzeki Sassandra, gdzie pomarańczowe odcienie pośladków i wewnętrznej strony ud stają się głębsze, ale nie są pośrednie na brodzie ani na brwiach. 
Autorzy Illustrated Checklist of the Mammals of the World uznają ten takson za gatunek monotypowy.

### Etymologia
- Cercopithecus: gr. κερκοπίθηκος kerkopithēkos „małpa z długim ogonem”, od gr. κερκος kerkos „ogon”; πιθηκος pithēkos „małpa”[10].
- roloway: nazwa być może pochodzi od jakiegoś języka ludów zamieszkujących Afrykę Zachodnią, chociaż prawdopodobna nazwa źródłowa nie została dotąd odnaleziona, lub być może z błędnego użycia syngaleskiego riḷavā oznaczającego makaka[11].

## Zasięg występowania
Koczkodan mnisi występuje w południowo-wschodnim Wybrzeżu Kości Słoniowej i południowo-zachodniej Ghanie; być może również w Togo.

## Morfologia
Długość ciała (bez ogona) samic 42–45 cm, samców 50–60 cm, długość ogona samic 70 cm, samców 85 cm; masa ciała samic 3,9 kg, samców 5,2 kg. 

## Ekologia
Żywią się głównie owocami oraz owadami. Żyją około 20 lat w warunkach naturalnych. 

## Status
Gatunek ten jest krytycznie zagrożony wyginięciem (CR – ang. critically endangered). W ciągu ostatnich stu lat populacja tych małp zmalała do 20% wcześniejszej wartości.